# 季後賽賽制
各個體育競賽使用不同季後賽賽制決定最終競賽的冠軍。

## 單敗淘汰制
例如国际足联世界杯的淘汰赛阶段，就是单败淘汰制，输球的球队立即被淘汰（半决赛被淘汰者，需进行一场铜牌战）。

### 兩回合淘汰賽
单败淘汰制的变种，两支球队要进行主、客场两回合淘汰赛，以总比分决定结果。例如欧洲足球冠军联赛的淘汰赛阶段。

### 七戰四勝制
七戰四勝制是NBA季後賽統一使用的晉級準則。由於NBA講求主場優勢，球隊在主場的戰績通常會較好。而所謂NBA7-7-7-7制，即是季後賽的四輪比賽（第一輪、第二輪、分岸決賽、NBA總決賽）皆是採用七戰四勝制。歷史上NBA曾採用5-7-7-7制，它於1984年開始使用至2002年停用。5-7-7-7即指首輪打五場三勝制，而其餘三輪進行七戰四勝制。

#### 2-2-1-1-1
2-2-1-1-1即表示首2場比賽於NBA常規賽成績較好球隊的主場進行。及後2場在成績較差球隊的主場進行。1-1-1三場比賽則為後備比賽。當球賽進行4場還未分出勝負才需舉行。1-1-1的第一場會在成績較好球隊的主場進行，第二場在成績較差球隊的主場進行，而第三場又會回到在成績較好球隊的主場進行。以下是以2007年NBA季後賽引用場的例子：

##### (4)猶他爵士vs. (5)休斯頓火箭
| 場次 | 日期    | 客隊 | 分數 | 主隊 | 分數 | 總比數 （火箭-爵士） | 地點                           | 賽後報告 |  |
| ---- | ------- | ---- | ---- | ---- | ---- | -------------------- | ------------------------------ | -------- |  |
| 1    | 4月21日 | 爵士 | 75   | 火箭 | 84   | 1-0                  | 德克薩斯州休斯頓豐田中心球館   | Recap    |  |
| 2    | 4月23日 | 爵士 | 90   | 火箭 | 98   | 2-0                  | 德克薩斯州 休斯頓 豐田中心球館 | Recap    |  |
| 3    | 4月26日 | 火箭 | 67   | 爵士 | 81   | 2-1                  | 猶他州鹽湖城能源方案球館       | Recap    |  |
| 4    | 4月28日 | 火箭 | 85   | 爵士 | 98   | 2-2                  | 猶他州 鹽湖城 能源方案球館     | Recap    |  |
| 5    | 4月30日 | 爵士 | 92   | 火箭 | 96   | 3-2                  | 德克薩斯州 休斯頓 豐田中心球館 | Recap    |  |
| 6    | 5月3日  | 火箭 | 82   | 爵士 | 94   | 3-3                  | 猶他州 鹽湖城 能源方案球館     | Recap    |  |
| 7    | 5月5日  | 爵士 | 103  | 火箭 | 99   | 3-4                  | 德克薩斯州 休斯頓 豐田中心球館 | Recap    |  |
|      |         |      |      |      |      |                      |                                |          |  |

由於休斯頓火箭的成績（52勝30負）較猶他爵士（51勝31負）好，因此首2場在火箭主場進行，而及後兩場在爵士主場進行。由於首四場比賽未分出勝負，便要進行1-1-1的梅花間竹賽。
總括而言，在7場比賽中成績較好的球隊擁有4場主場比賽，成績較差的只有3場。因此成績較好便擁有主場優勢。而且，只要在所有主場的賽事勝出，都足以晉級。

#### 2-3-2
2-3-2即表示首2場比賽於常規賽成績較好球隊的主場進行。及後2場在成績較差球隊的主場進行。1-2三場比賽則為後備比賽。但這與2-2-1-1-1不同，不是進行1-1-1的梅花間竹賽。而是先在成績較差的球隊主場進行第5場比賽，再連續在成績較好的球隊主場進行第6第7場比賽。視兩隊主場距離或賽程安排，第2場及第5場之後常會各休息一天做為換場移動日或調整日。
這樣的編排的功用是降低成績較好的球隊的主場優勢，因若它只在主場勝出，便需要以2-3的落後局面回到主場。而且只要第6場比賽落敗便出局。所以對於成績較好的球隊心理壓力較大，必須在客場搶得一場勝利。因此成績較差的球隊，則是有利的。雖然成績較好的球隊有主場優勢，但較差的亦有賽程優勢。與2-2-1-1-1相比，可減少換場移動的次數。

### 更多場勝利的制度
以2022年世界斯诺克锦标赛为例，第一轮为19局10胜，第二、三轮为25局13胜，第四轮（半决赛）为33局17胜，决赛为35局18胜。

## 逐级挑战制
例如韩国围棋联赛的季后赛：联赛第五名先挑战联赛第四名，胜者再挑战第三名（每次均为三局两胜制），以此类推，直到决出冠军。
中国围棋甲级联赛在2019年改革后，其季后赛赛制亦类似：16支队伍分为争冠组、保级组。争冠组的第一轮是第五vs第八、第六vs第七，胜者分别和第四、第三挑战，胜者再和第一、第二挑战，最后的两支胜者展开决赛争夺。保级组则是第九vs第十二、第十vs第十一，胜者保级，败者分别挑战第十三、第十四，败者再和第十五、第十六角逐，最后失败的队伍将降入中国围棋乙级联赛。每场均为两回合淘汰赛，共八盘棋（其中一盘为“主将”战），总比分战成4-4时，主将胜的队伍获胜。

## 循環賽
例如韩国职业足球联赛，12只球队先进行三循环33轮的常规赛，然后前六名进入争冠组，后六名进入保级组，分别进行单循环5轮的季后赛。在常规赛的最后阶段，处于争冠组边缘的球队往往会为一张争冠组门票而激烈争夺。而在季后赛中，这样的赛制可以激发球队力争夺冠或避免降级。